# Inge Simonsen

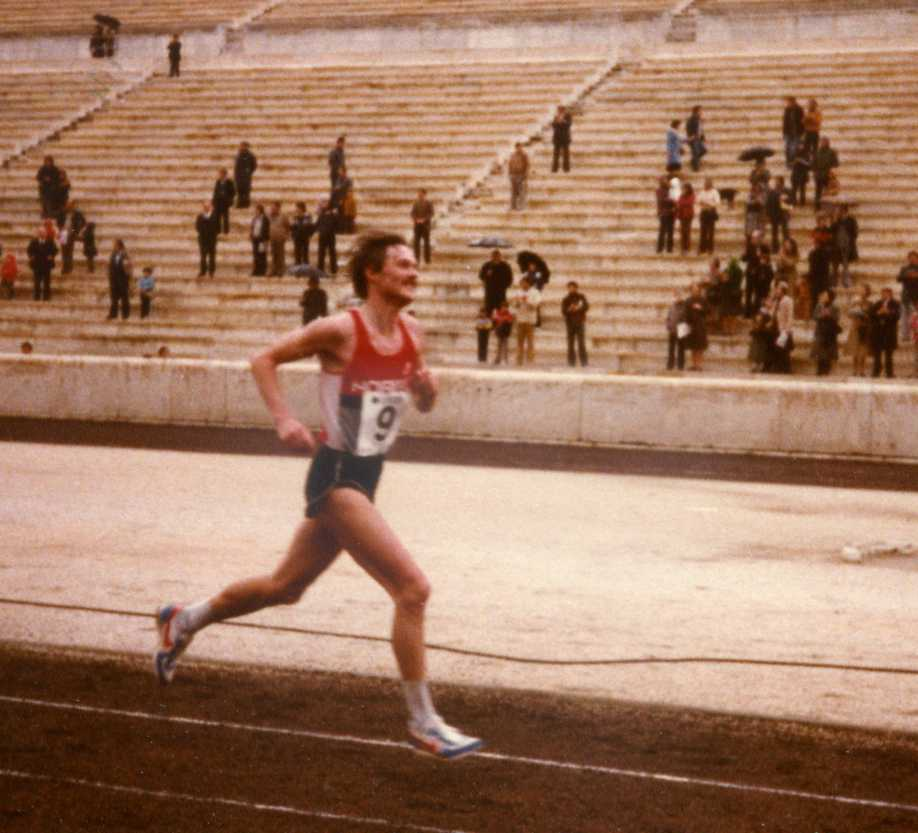
Inge Simonsen 1982 in Athen

Inge Simonsen (* 1. Juli 1953) ist ein ehemaliger norwegischer Langstreckenläufer.
1979 kam er bei den Crosslauf-Weltmeisterschaften auf den 57. Platz und wurde Dritter beim City – Pier – City Loop, und im Jahr darauf wurde er über 10 km und über 20 km nationaler Meister im Crosslauf und Sechster beim New-York-City-Marathon.
Bei der Premiere des London-Marathons 1981 lieferte er sich auf der zweiten Hälfte mit Dick Beardsley einen packenden Zweikampf. Bis zum Schluss konnte sich keiner der beiden Läufer absetzen, und schließlich liefen sie spontan Hand in Hand im Ziel ein und wurden gemeinsam zu Siegern des Rennens erklärt.

## Persönliche Bestzeiten
- 1500 m: 3:50,2 min, 18. August 1981, Bergen
- 2000 m: 5:22,3 min, 22. April 1978, Berlin
- 3000 m: 8:08,0 min, 10. Juni 1975, Oslo
- 5000 m: 13:54,06 min, 5. Juli 1979, Oslo
- 10.000 m: 28:56,20 min, 9. August 1981, Haugesund
- Halbmarathon: 1:03:21 h, 31. März 1979, Den Haag
- Marathon: 2:11:48 h, 29. März 1981, London